# Kate Beckinsale
Kathrin Romany Beckinsale (Londen, 26 juli 1973) is een Britse actrice.

## Biografie

### Jeugd
Kate Beckinsale werd geboren in Londen als dochter van Judy Loe, een actrice bekend van theater en tv, en Richard Beckinsale, een bekende tv-acteur die in 1979 stierf op 31-jarige leeftijd. Ze heeft een halfzuster (van vaderszijde) Samantha die ook acteert. Beckinsales overgrootvader van vaderszijde was Birmees, en ze beweert dat ze als kind erg oriëntaals leek.
Nadat Beckinsale haar diploma gehaald had in Londen volgde ze in de voetsporen van haar ouders en begon te acteren. Haar eerste rol was in de film One against the wind (1991), een film over de Tweede Wereldoorlog. Ze begon daarnaast een studie Franse en Russische Literatuur aan de universiteit van Oxford, omdat ze dacht dat het hebben van een academische achtergrond in vreemde talen zou leiden tot een bredere keuze in rollen.

### Carrière
In haar eerste jaar op Oxford kreeg ze een rol aangeboden in Kenneth Branaghs film Much Ado About Nothing (1993), een bewerking van het toneelstuk van William Shakespeare. Ze bracht haar laatste studiejaar in Parijs door waarna ze besloot de universiteit te verlaten en zich fulltime op het acteren te concentreren. Er volgde een serie low-profile films waaronder Haunted en Shooting Fish. Gedurende deze jaren acteerde ze ook in het theater en televisiefilms.
Haar eerste grote Amerikaanse film, Brokedown Palace (1999) werd geen succes. Kort daarna kreeg Beckinsale een rol in de film Pearl Harbor, die ondanks matige kritieken een groot commercieel succes werd. Datzelfde gold voor haar volgende films, Serendipity, Underworld en Van Helsing. In 2004 speelde ze Ava Gardner in de film The Aviator, die wel goede kritieken kreeg en commercieel redelijk presteerde. Voor die rol kwam ze negen kilo aan.
In januari 2006 speelde Beckinsale opnieuw de rol van vampier in het vervolg op Underworld, Underworld: Evolution. De film opende in de Verenigde Staten op nummer 1 in het eerste weekend dat hij uit was, met meer dan 26 miljoen dollar aan inkomsten.

### Privé en trivia
Beckinsale had lange tijd een verhouding met de uit Wales afkomstige acteur Michael Sheen. De twee hebben samen een dochter. Sheen speelde samen met Beckinsale in Underworld.
In 2003, een paar maanden nadat Beckinsale en Sheen uit elkaar waren gegaan verloofde ze zich met Len Wiseman, haar regisseur in Underworld. De twee trouwden op 9 mei 2004.
In 2006 plaatste het blad FHM haar als nummer 78 op de lijst van "100 meest sexy vrouwen in de wereld". In 2005 was ze nummer 71. In 2008 is zij op de tiende plek gekomen van de lijst. Ook in de Maxim HOT 100 werd ze genoemd, op nummer 16 in 2003. In 2009 werd ze door Esquire uitgeroepen tot meest sexy vrouw ter wereld. Hiermee volgde ze Halle Berry op, die de titel in 2008 veroverde.

## Films
Beckinsale speelde in onder meer de volgende films: 
- Canary Black (2024) - Avery Graves
- Prisoner’s daughter (2022) Catherine Hardwick
- Jolt (2021) - Lindy Lewis

- The Widow (miniseries - drama) (2019) - Georgia Wells

- The Disappointments Room (2016) - Dana Barrow
- Underworld: Blood Wars (2016) - Selene
- Love and Friendship (2016) - Lady Susan Vernon

- Absolutely Anything (2015) - Catherine

- Stonehearst Asylum (2014) - Eliza Graves
- The Trials of Cate McCall (2013) - Cate McCall
- Total Recall (2012) - Lori
- Contraband (2012) - Kate Farraday
- Underworld: Awakening (2012) - Selene
- Whiteout (2009) - Carrie Stetko
- Underworld: Rise of the Lycans (2009) - Selene
- Nothing But the Truth (2008) - Rachel Armstrong
- Winged Creatures (2008) - Carla Davenport
- Vacancy (2007) - Amy Fox
- Snow Angels (2006) - Annie Marchand
- Click (2006) - Donna Newman
- Underworld: Evolution (2006) - Selene
- The Aviator (2004) - Ava Gardner
- Van Helsing (2004) - Anna Valerious
- Tiptoes (2004) - Carol
- Underworld (2003) - Selene
- Laurel Canyon (2002) - Alex
- Serendipity (2001) - Sarah
- Pearl Harbor (2001) - Evelyn Johnson
- The Golden Bowl (2000) - Maggie Verver
- Brokedown Palace (1999) - Darlene Davis

- The Last Days of Disco (1997) - Charlotte Pingress
- Shooting Fish (1996)
- Cold Comfort Farm (1996) - Flora Poste
- Haunted (1995)
- Prince of Jutland (1994) - Ethel
- Uncovered (1994) - Julia
- Much Ado About Nothing (1993) - Hero
- Rachel's Dream (1992) - Rachel
- One Against the Wind - Barb Lindell (televisieserie uit 1990)
- Emma (1996) - Emma